# Gavin Skelton
Pour les articles homonymes, voir Skelton.
Gavin Skelton est un footballeur anglais né le 27 mars 1981 à Carlisle.

## Palmarès
Gretna FC
- Division One
  - Champion (1) : 2007

- Division Two
  - Champion (1) : 2006

- Division Three
  - Champion (1) : 2005

- Coupe d'Écosse
  - Finaliste : 2006

## Carrière entraineur
- 2014-2015 :  Workington
- avr. 2016-nov. 2016 :  Queen of the South